# Lijst van burgemeesters van Dubbeldam
Dubbeldam was een gemeente in de Nederlandse provincie Zuid-Holland. In 1970 ging het op in de gemeente Dordrecht. De volgende burgemeesters hebben de gemeente bestuurd:
| Ambtsperiode | Naam burgemeester                        | Partij of stroming | Bijzonderheid                          |
| ------------ | ---------------------------------------- | ------------------ | -------------------------------------- |
| 1811         | mr. Mattheus Philippus Stoop             |                    | maire                                  |
| 1825-1844    | H. Struyk                                |                    |                                        |
| 1844-1852    | G.P.A. Struyk                            |                    | Zoon van de voorgaande                 |
| 1852-1873    | C.W.O. van Dorsser                       |                    |                                        |
| 1873-1884    | J.A. van Dorsser                         |                    | Zoon van de voorgaande                 |
| 1884-1914    | D.A. Jas                                 |                    | Eerste burgemeester uit Dubbeldam zelf |
| 1914-1945    | G.F. de Roo van Westmaas                 |                    |                                        |
| 1945-1946    | jhr. Pieter Hendrik van de Wall Repelaer |                    | waarnemend                             |
| 1946-1970    | J.P.M. Beelaerts van Emmichoven          |                    | Eerder burgemeester van Zuidzande      |